# Pleuni Möhlmann
Pleuni Möhlmann (25 mei 1984) is een Nederlands wielrenster. Ze werd in 1999 Nederlands kampioen op de weg voor nieuwelingen. In 2002 werd ze derde bij de junioren.
In 2001 werd ze tweede op het wereldkampioenschap wielrennen op de weg voor junioren.
Pleuni Möhlmann is de dochter van oud-wielrenners Gerrit Möhlmann en Anne Riemersma en de zus van Peter Möhlmann. Ze is de echtgenote van Fulco van Gulik.

## Overwinningen
1999
- 1e in Nederlands kampioenschap wielrennen op de weg voor nieuwelingen

## Grote rondes
Geen